# Xã Waterloo, Quận Cavalier, Bắc Dakota
Xã Waterloo (tiếng Anh: Waterloo Township) là một xã thuộc quận Cavalier, tiểu bang Bắc Dakota, Hoa Kỳ. Năm 2010, dân số của xã này là 36 người.